# Baarle-Hertog
Baarle-Hertog é um município da Bélgica localizado no distrito de Turnhout, província de Antuérpia, região da Flandres. Partes deste município são enclaves dentro do território neerlandês, na localidade de Baarle-Nassau.

Mapa mostrando a fronteira Bélgica-Países Baixos com Baarle-Nassau.